# Manolete (film)
Manolete è un film del 2008 diretto da Menno Meyjes.
Film biografico sugli ultimi giorni di vita del famoso torero spagnolo Manolete interpretato da Adrien Brody.
Il film è stato presentato in anteprima al Toronto International Film Festival il 6 settembre 2008, in Italia è uscito nelle sale cinematografiche il 14 maggio 2010.

## Trama
Timido e impacciato con le donne, la corrida sembra essere l'unica ragione della vita di Manuel Rodríguez Sánchez, detto Manolete; la paura della morte non lo tocca quando scende nell'arena.
L'intenso amore per la bella Lupe Sino, donna sensuale e affascinante ma anche determinata e indipendente (e per questo definita da tutti una sgualdrina), gli insegnerà ad amare la vita ed a temere la morte.
Il desiderio di essere considerato sempre il più grande, porterà Manolete ad accettare il confronto con il nascente Dominguín. Sarà la sua ultima corrida.

## Accoglienza
Nonostante la partecipazione di attori famosi e il budget stimato in 28.000.000 dollari, il film si è rivelato un flop commerciale: ha incassato a livello mondiale poco più di 724.000 dollari.